# La Fille pauvre

La Fille pauvre est un roman autobiographique en trois volumes écrit par Maxence Van der Meersch à partir de 1934.
Il est inspiré de la vie ouvrière de sa femme,.
Le troisième tome a fait l'objet d'une publication posthume en 1955.

## Premier tome:Le Péché du monde(1934)
À Limoges, à 8 ans, Denise arrive chez une femme qui veut être appelée maman et la frappe. En plus de sa sœur de 4 ans, nait son frère Didi. Son père va travailler à Paris et ils le rejoignent. Sa mère travaille aussi. Denise s'occupe de Didi et de l'appartement. Son père frappe les 4. Puis ils louent une chambre d'hôtel. A 9 ans, elle va en 6e. En 1914 son père est réformé et hospitalisé. Il rentre, ils se marient, il repart et meurt en 15. Sa mère fait manquer l'école à Denise 1 jour sur 2. En 1915 elle arrête l'école et vend des journaux dans la rue. Sa mère est hospitalisée et eux 3 vont à la garderie de l'hôpital. A 12 ans, elle devient aide en magasin. Jules vient vivre avec sa mère. Denise embauche dans une usine de chicorée. A 13 ans, elle change de travail. En 17 la grève la fait changer incessamment de travail. Puis elle devient apprentie d'une papetière. Puis elle fait des sacs de jute et travaille dans un magasin de café. Jules repart à Lannoy (59) en 19. Ils le suivent en 20.

## Deuxième tome:Le Cœur pur(1948)
Jules place Denise dans une usine. Ils le quittent, louent une chambre à Roubaix et Denise embauche à Wattrelos. Une grève de plusieurs mois les oblige à emprunter pour le loyer et ils crèvent la faim. Denise devient employée de maison, logée, nourrie. Le soir, elles vont voler du charbon qu'elles revendent. Le 3e soir, elles sont arrêtées et relâchées. Elles mendient. Elle reprend le travail. Sa mère a un cancer mais elle refuse de l'hospitaliser, ne lui dit pas et lui fait les injections elle-même. Toute sa paye va au médecin et au pharmacien. Les enfants dorment à 3 dans un lit et Denise dort de moins en moins. Son rendement et sa paye diminuent. Sa mère meurt. Comme Denise est mineure, un agent vient contrôler l'éducation de Didi chaque semaine. Elle paye ses dettes peu à peu. Vers 18 ans, sa sœur part. Didi devient apprenti.

## Troisième tome:La Compagne(1955)
Denise s'éprend de Marc, étudiant, et change de location. Elle a un fils. Ils louent une maison et elle quitte l'usine. Didi part à Dunkerque. Marc écrit un livre : Denise.